# 蚌麵
蚌麵是台灣彰化縣沿海著名海鮮麵，以湯汁鮮甜著稱，一般會加入青菜、肉絲或肉燥等配料。蚌形同大型蛤蜊，漁村勞動者多撿拾食用，滋補營養。
在金門也有同名的小吃，但作法不同，會將蚌炒過，將炒蚌的湯汁拌麵，拌麵及炒蚌分為二盤上桌。

## 相關來源
1. ↑  .   [2015-08-11]. （原始内容存档于2016-03-04）.
2. ↑  舊街蚌麵成功商人的思鄉副業 P.128 （页面存档备份，存于）.今周刊